# 島英司
島 英司（しま えいじ、1948年9月10日 - ）は、日本の俳優。長野県出身。希楽星所属。

## 出演（俳優）

### テレビドラマ
- 大空港
  - 第50話「さよなら神坂刑事! コール・ガールバラバラ殺人事件」（1979年） - コールガール組織幹部（白スーツ）
  - 第69話「狙撃者の墓標 冬枯れの街よ友を優しく弔え!」（1980年） - 国際政経調査会構成員
- 西部警察
  - 第11話「燃えつきた獣たち」（1979年） - 元警備員
  - 第58話「狙われる」（1980年） - 国際空港巡査
  - 第69話「マシンX 爆破命令」（1981年） - 電波管理局技術者
  - 第103話「強行突破」（1981年） - バーテン（目撃者）
  - 第120話「消えた白バイ隊の謎」（1982年） - 巡査
- 西部警察 PART-II
  - 第11話「大激闘!! 浜名湖決戦」（1982年） - 局員
  - 第24話「危険なロックンローラー」（1982年） - 国際ジャーナル誌編集長
- 噂の刑事トミーとマツ 第2シリーズ 第19話「城ケ島の対決! トミマツVS凶悪軍団」（1982年）
- 銀河テレビ小説（NHK）
  - 総務部総務課山口六平太（1988年） - 接待客
- 土曜ワイド劇場
  - 西村京太郎トラベルミステリー 特急「おおぞら」殺人事件（1994年）
- 月曜ドラマスペシャル
  - 「名探偵・金田一耕助シリーズ25」（1997年）
- 仮面ライダーBLACK RX
- 渡る世間は鬼ばかり
- 温泉へGo!
- 華麗なる一族（銀行代表）
- ショムニ
- 大河ドラマ（NHK）
  - 徳川家康
  - 徳川慶喜
- アストロ球団
- お母さんもっと生きたかった
- ウォーターボーイズ
- 利家とまつ〜加賀百万石物語〜
- 紺色の記憶
- ただいま満室
- 花村大介
- 鯨を見た日
- 坊さんがいく
- 愛がこわれる
- 祝・殺人
- 窓をあけますか
- ベストフレンド物語
- 小夜子の遺産
- あなたが好きです
- この愛に生きて
- 放送記者物語
- いつの日かその胸に
- 指輪

### 映画
- スパイ・ゾルゲ
- 童貞物語

## 出演（声優）

### アニメ
- さらば宇宙戦艦ヤマト 愛の戦士たち（1978年8月5日、東映動画） - 副官